# Al-Chanqah-as-Salahiyya-Moschee

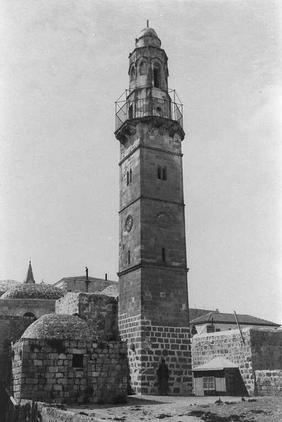
al-Chanqah-as-Salahiyya-Moschee in der Altstadt von Jerusalem

Die al-Chanqah-as-Salahiyya-Moschee (arabisch مسجد الخانقاه الصلاحية, DMG Masǧid al-Ḫāniqāh aṣ-Ṣalāḥīya, hebräisch אל-ח'נקה א-צלאחיה) ist eine Moschee im christlichen Viertel der Jerusalemer Altstadt in Israel.

## Name
Chanqah bedeutet Konvent und Salahiyya ist abgeleitet von Salah ad-Din Yusuf ibn Ayyub ad-Dawīnī, dem Namen Saladins. Al-Chanqah as-Salahiyya bedeutet also „der saladinische Konvent“.

## Geographie
Die al-Chanqah-as-Salahiyya-Moschee befindet sich nordwestlich der Grabeskirche an der Südostecke des Zusammentreffens der Straße des christlichen Viertels, der Chanqa-Straße und der St.-Franziskus-Straße. Sie ist 20 m lang und 6 m breit.

## Geschichte
Die Geschichte dieser Moschee ist umstritten und wird von Muslimen und Christen unterschiedlich erzählt. Eine wissenschaftliche archäologische Untersuchung des Gebäudes wurde nie erlaubt, auch nicht dem palästinensischen Archäologen Mahmoud Hawari, der seine Doktorarbeit über das ayyubidische Jerusalem schrieb, die 2007 als Buch erschien.
1870 wurde im Gebäude eine lateinische Weiheinschrift gefunden. Sie stammt aus der Zeit des Kaisers Antoninus Pius (86–161). Sie lautet: „Dem Genius der Legio X Fretensis schenkte und widmete dies Lucilius Sabinus erster Offizier seiner Legion“.
Auf einem inneren Türsturz des Gebäudes befand sich eine Inschrift:

“Arnulfus patriarcha domum qui condidit istam”

„Patriarch Arkulf, der dieses Gebäude gestiftet hat“

Diese Inschrift ist inzwischen verschwunden.
Der Patriarch Arculf unternahm im 7. Jahrhundert eine Pilgerfahrt nach Jerusalem.
Diese Inschriften deuten auf ein hohes Alter des Gebäudes hin. Zusammen mit der Grabeskirche bildete es den Mittelpunkt des "Patriarchenquartiers" (quarterium patriarchae).
Es wurde auch "Dar al-Batrak" (deutsch: Haus des Patriarchen) genannt.
In ihm war bis zur Kreuzfahrerzeit das griechische Patriarchat untergebracht, danach das lateinische Patriarchat.
Nach islamischer Erzählweise wurde das Gebäude 1187 von Saladin erbaut und 1189 an die Sufis übergeben.
Nach der Eroberung Jerusalems richtete Saladin 1189 in diesem Haus einen Sufi-Konvent (Chanqah = Konvent) ein.
Saladin beschenkte diesen Konvent mit dem Patriarchenbad (= Hiskija-Becken), dem Mamilla-Becken mitsamt den dazugehörigen Wasserzuleitungen.
Das Minarett wurde im 15. Jahrhundert errichtet.
Es ist baugleich mit dem Minarett der Moschee al-Afdalia südlich der Grabeskirche.
Beide Minarette überragen die Kuppel der Grabeskirche.
Eine Verbindungslinie zwischen ihnen schneidet den Eingang der Grabeskirche.
Sie stellen so eine beabsichtigte religiöse Aussage dar, die die Überlegenheit des Islam über das Christentum postulieren soll.
Im Gebäude befinden sich eine kleine und eine große Moschee, Wohnräume, eine Koranschule, ein Scharia-Gericht und andere Verwaltungsräume.
Diese wurden bis 1967 genutzt.
Nach 1967 war das Gebäude einige Jahre geschlossen.
Heute (2020) werden dort die 5 täglichen Gebete abgehalten.
Das Betreten des Gebäudes ist nur Muslimen erlaubt.